# ㄷ
是韓語諺文的一个辅音字母，在韓國及朝鮮的字母表上的排序分別為第四及第三，被稱為或。

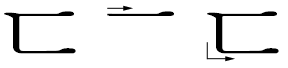
ㄷ的寫法

ㄷ在作初声时读作清齿龈塞音/t/；不过，在词中元音之间、以及辅音ㄴ、ㄹ、ㅁ、ㅇ之后，会被浊化为浊齿龈塞音/d/。作终声时，在词末与清辅音之前读作无声除阻的/t̚/。
ㄷ在馬-賴轉寫中，初声与终声均转写为t；在文观部式中，作初声时转写为d，作终声时转写为t。
ㄷ在朝鲜语盲文中，作初声时为，作终声时为。其EUC-KR编码为A4A7，摩尔斯电码为“-···”。

## 复合字母
- ㄸ

## 字符编码
| 種類                | 種類         | 用途 | Unicode | HTML     |
| ------------------- | ------------ | ---- | ------- | -------- |
| 諺文相容字母        | 諺文相容字母 | ㄷ   | U+3137  | &#12599; |
| 諺文字母 應用       | 初聲         |      | U+1103  | &#4355;  |
| 諺文字母 應用       | 終聲         |      | U+11AE  | &#4526;  |
| 漢陽私人 使用區應用 | 初聲         |      | U+F790  | &#63376; |
| 漢陽私人 使用區應用 | 終聲         |      | U+F880  | &#63616; |
| 半形字母            | 半形字母     | ﾧ    | U+FFA7  | &#65447; |